# Cerisy-la-Salle
Cerisy-la-Salle és un municipi francès situat al departament de la Manche i a la regió de Normandia. L'any 2007 tenia 1.029 habitants.

## Demografia

### Població
El 2007 la població de fet de Cerisy-la-Salle era de 1.029 persones. Hi havia 419 famílies de les quals 129 eren unipersonals (48 homes vivint sols i 81 dones vivint soles), 133 parelles sense fills, 113 parelles amb fills i 44 famílies monoparentals amb fills.
La població ha evolucionat segons el següent gràfic:
Habitants censats

### Habitatges
El 2007 hi havia 523 habitatges, 435 eren l'habitatge principal de la família, 53 eren segones residències i 35 estaven desocupats. 499 eren cases i 18 eren apartaments. Dels 435 habitatges principals, 281 estaven ocupats pels seus propietaris, 147 estaven llogats i ocupats pels llogaters i 7 estaven cedits a títol gratuït; 1 tenia una cambra, 27 en tenien dues, 82 en tenien tres, 138 en tenien quatre i 187 en tenien cinc o més. 322 habitatges disposaven pel capbaix d'una plaça de pàrquing. A 179 habitatges hi havia un automòbil i a 190 n'hi havia dos o més.

### Piràmide de població
La piràmide de població per edats i sexe el 2009 era:
| Homes | Edats   | Dones |
| ----- | ------- | ----- |
| 0     | 95 o +  | 0     |
| 0     | 90 a 94 | 4     |
| 4     | 85 a 89 | 12    |
| 0     | 80 a 84 | 20    |
| 32    | 75 a 79 | 32    |
| 32    | 70 a 74 | 36    |
| 20    | 65 a 69 | 36    |
| 32    | 60 a 64 | 40    |
| 20    | 55 a 59 | 20    |
| 36    | 50 a 54 | 24    |
| 24    | 45 a 49 | 28    |
| 20    | 40 a 44 | 24    |
| 36    | 35 a 39 | 40    |
| 24    | 30 a 34 | 16    |
| 36    | 25 a 29 | 24    |
| 12    | 20 a 24 | 20    |
| 36    | 15 a 19 | 32    |
| 40    | 10 a 14 | 36    |
| 28    | 5 a 9   | 36    |
| 24    | 0 a 4   | 20    |

## Economia
El 2007 la població en edat de treballar era de 602 persones, 425 eren actives i 177 eren inactives. De les 425 persones actives 394 estaven ocupades (211 homes i 183 dones) i 30 estaven aturades (19 homes i 11 dones). De les 177 persones inactives 72 estaven jubilades, 47 estaven estudiant i 58 estaven classificades com a «altres inactius».

### Ingressos
El 2009 a Cerisy-la-Salle hi havia 424 unitats fiscals que integraven 987,5 persones, la mediana anual d'ingressos fiscals per persona era de 14.522 €.

### Activitats econòmiques
Dels 46 establiments que hi havia el 2007, 2 eren d'empreses alimentàries, 1 d'una empresa de fabricació d'altres productes industrials, 6 d'empreses de construcció, 10 d'empreses de comerç i reparació d'automòbils, 4 d'empreses de transport, 4 d'empreses d'hostatgeria i restauració, 2 d'empreses financeres, 1 d'una empresa immobiliària, 7 d'empreses de serveis, 6 d'entitats de l'administració pública i 3 d'empreses classificades com a «altres activitats de serveis».
Dels 18 establiments de servei als particulars que hi havia el 2009, 1 era una gendarmeria, 1 oficina de correu, 2 oficines bancàries, 2 tallers de reparació d'automòbils i de material agrícola, 1 autoescola, 2 guixaires pintors, 2 fusteries, 1 electricista, 2 perruqueries i 4 veterinaris.
Dels 7 establiments comercials que hi havia el 2009, 1 era una botiga de més de 120 m², 2 fleques, 1 una fleca, 1 una botiga d'electrodomèstics, 1 una botiga de material de revestiment de parets i terra i 1 una joieria.
L'any 2000 a Cerisy-la-Salle hi havia 58 explotacions agrícoles que ocupaven un total de 1.344 hectàrees.

## Equipaments sanitaris i escolars
El 2009 hi havia 2 psiquiàtrics i 1 farmàcia.
El 2009 hi havia una escola elemental. Cerisy-la-Salle disposava d'un col·legi d'educació secundària amb 227 alumnes.

## Poblacions més properes
El següent diagrama mostra les poblacions més properes.